# Odcinek kuli

Odcinek kuli

Odcinek kuli – część wspólna kuli i półprzestrzeni domkniętej wyznaczonej przez płaszczyznę przecinającą tę kulę.
Brzeg odcinka kuli jest sumą koła i czaszy kuli.

## Objętość
Niech:
- {\displaystyle r} będzie promieniem kuli,
- {\displaystyle h} będzie strzałką odcinka, czyli odległością pomiędzy środkiem podstawy odcinka a punktem odcinka najbardziej odległym od płaszczyzny podstawy. 
Związek strzałki i promienia podstawy: {\displaystyle a={\sqrt {(2r-h)h}}}.

Wtedy objętość odcinka kuli wynosi:
{\displaystyle V={\frac {\pi }{3}}h^{2}\left(3r-h\right).}